# Jaime Araya Guerrero
Jaime Rafael Ricardo Araya Guerrero (Antofagasta, 4 de febrero de 1976) es un abogado y político chileno. Desde marzo de 2022 ejerce como diputado por el Distrito 3 de la Región de Antofagasta. Entre 2008 y 2016 se desempeñó como concejal de Antofagasta y como alcalde entre el 14 de noviembre y el 6 de diciembre de 2012.

## Biografía
Es hijo del exalcalde antofagastino y exdiputado Pedro Araya Ortiz y de Juana Amelia Guerrero Yáñez. Es hermano del exdiputado y senador Pedro Araya Guerrero. Es padre de una hija y un hijo.
Realizó sus estudios primarios y secundarios en el Liceo San Luis de Antofagasta. Posteriormente, ingresó a la carrera de Derecho en la Universidad de Antofagasta, donde se licenció en Ciencias Jurídicas. Su tesis de licenciatura se denominó: “Organización jurídica de la empresa en la legislación chilena, y en especial el régimen societario de la misma” (2006). Juró como abogado ante la Corte Suprema de Justicia, el 8 de octubre de 2007.
Comenzó su carrera política siendo cercano al Partido Demócrata Cristiano, colectividad donde militaron su padre y su hermano. En 2004 fue candidato a alcalde por la DC, pero no logró ser elegido. En 2008 fue elegido concejal independiente en la lista de Por un Chile Limpio del Partido Regionalista de los Independientes (PRI). Fue reelecto en 2012.
El 20 de noviembre de 2012, fue electo por el concejo municipal alcalde de Antofagasta, tras la renuncia de la alcaldesa Marcela Hernando, quien buscaría la reelección. Ejerció el cargo hasta el 6 de diciembre de ese mismo año, cuando asumió la alcaldesa electa Karen Rojo. Para las elecciones municipales de 2016 se presentó como candidato independiente a la alcaldía, sin ser elegido.
Para las elecciones parlamentarias de 2017 presentó su candidatura a diputado por el Distrito 3, en las comunas de Calama, María Elena, Ollagüe, San Pedro de Atacama, Tocopilla, Antofagasta, Mejillones, Sierra Gorda y Taltal, recibiendo el apoyo del Partido por la Democracia (PPD). En aquella oportunidad no logró ser elegido.
En enero de 2021, asumió por un breve periodo como director del Departamento de Desarrollo Comunitario (DIDECO) de la Municipalidad de Antofagasta.
En las elecciones parlamentarias de 2021 presentó nuevamente su candidatura a diputado, en la lista Nuevo Pacto Social, en cupo PPD, por el Distrito 3, periodo 2022-2026. En noviembre, fue electo con 11.645 votos, equivalentes al 6,39% del total de los sufragios válidamente emitidos. Asumió el cargo el 11 de marzo de 2022.

## Historial electoral
| Año  | Tipo           | Territorio    | Pacto                          | Partido | Votos  | %     | Resultado           |
| ---- | -------------- | ------------- | ------------------------------ | ------- | ------ | ----- | ------------------- |
| 2004 | Municipales    | Antofagasta   | Concertación por la Democracia | PDC     | 23 351 | 24.23 | no elegido alcalde  |
| 2008 | Municipales    | Antofagasta   | Por un Chile Limpio            | ILA     | 13 693 | 15.98 | Concejal            |
| 2012 | Municipales    | Antofagasta   | Regionalistas e Independientes | ILB     | 20 606 | 25.44 | Concejal            |
| 2016 | Municipales    | Antofagasta   | Independiente                  | IND     | 5288   | 8.19  | no elegido alcalde  |
| 2017 | Parlamentarias | 3.ᵉʳ distrito | La Fuerza de la Mayoría        | IND-PPD | 8984   | 5.50  | no elegido diputado |
| 2021 | Parlamentarias | 3.ᵉʳ distrito | Nuevo Pacto Social             | IND-PPD | 11 619 | 6.38  | Diputado            |